# 湯の鶴温泉
湯の鶴温泉（ゆのつるおんせん）は、熊本県水俣市にある温泉（国民保養温泉地）。湯の児温泉に対し、山の温泉と呼ばれている。

## 泉質
- 単純硫化水素泉

## 温泉街

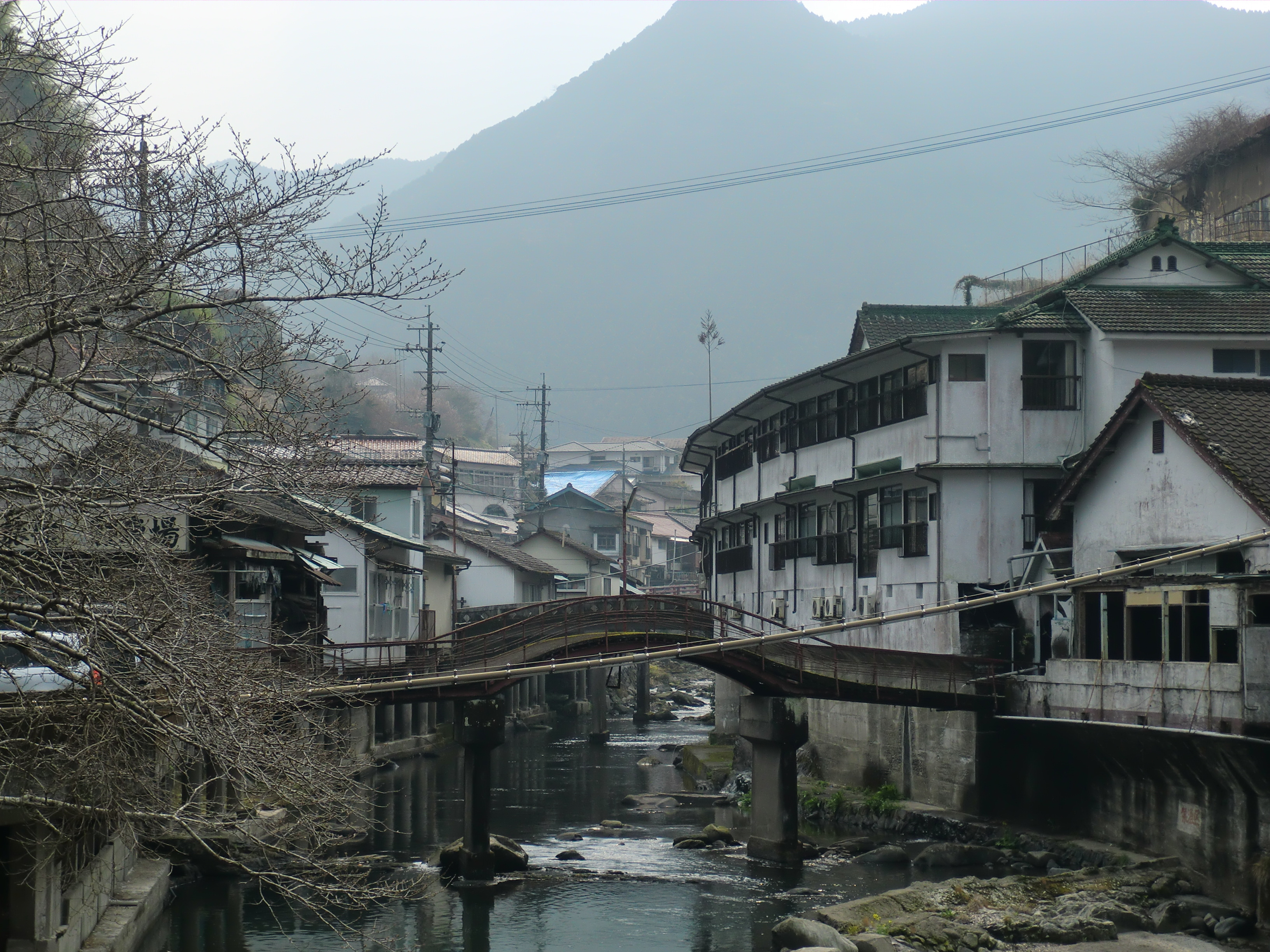
湯出川沿いの旅館街

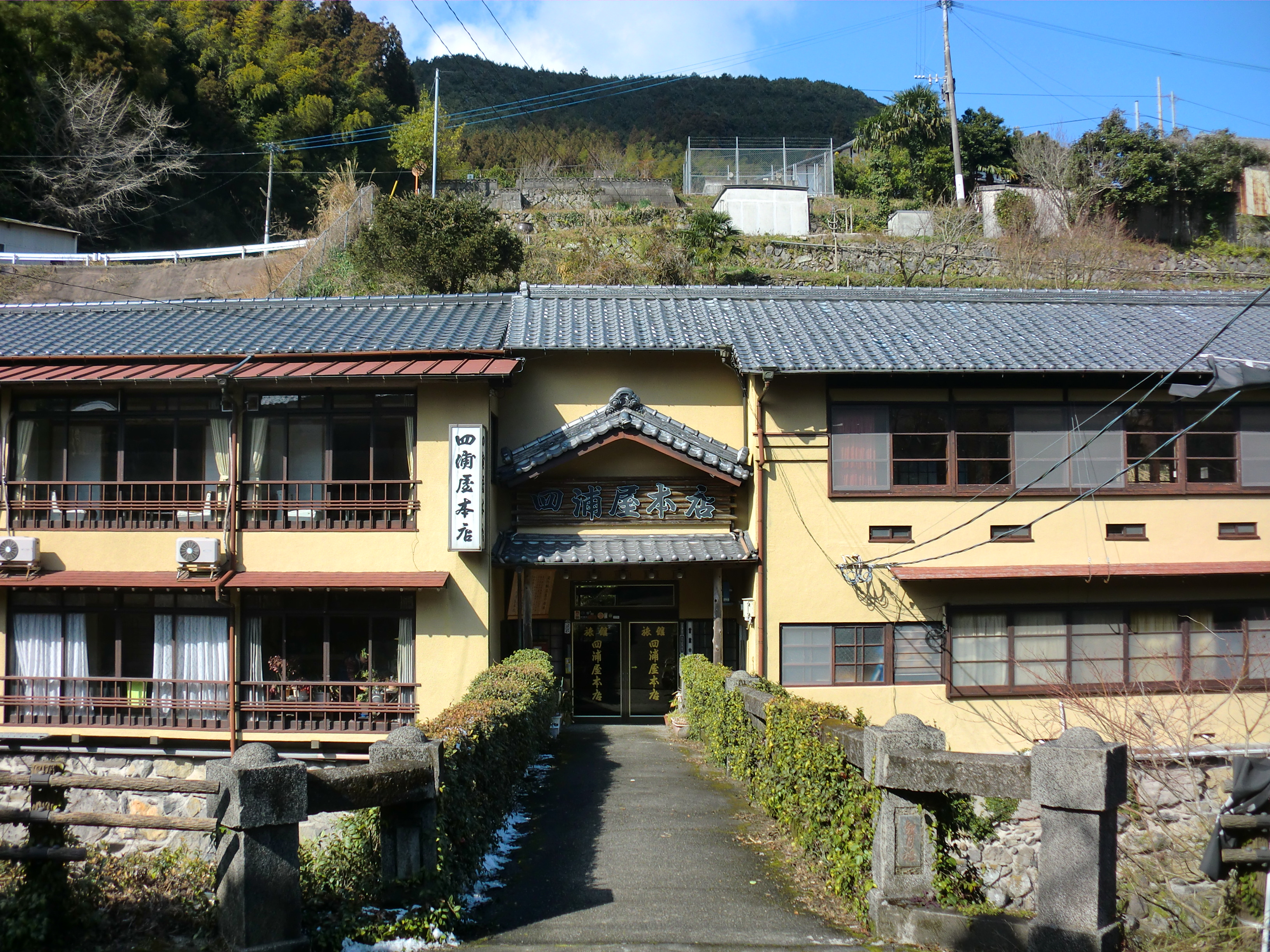
四浦屋本店

市街地から9kmほど南東に進んだ所にある山間、湯出川河畔に位置する。自然に恵まれ、河鹿が啼き、蛍が飛び交うという環境の元にあり、その中に大小数件の旅館が構えている。
「水俣の奥座敷」として湯治宿のスタイルを守っており、昭和時代からのレトロ感が溢れる古い建物の旅館や自炊棟、自炊宿が多い。
「鶴の屋」は工業デザイナーの水戸岡鋭治のデザインにより大きくリニューアルされ、話題となった。
2013年から発売されている「湯の鶴饅頭」が名物となっている。

### 主なホテル・旅館・施設
- 湯の鶴迎賓館 鶴の屋
- あさひ荘 - 日帰り入浴不可
- Tojiya（とうじや）
- 喜久屋旅館
- 鶴水荘
- 湯の鶴温泉保健センターほたるの湯[1]

## 歴史
古くは湯出温泉ともいわれ、700年前に平家の落人によって発見された。鶴が湯浴みをしていたところを発見したことから湯の鶴の名前が付いたと言われる。
1980年（昭和55年）3月27日、環境庁告示第24号により、国民保養温泉地に指定された。また、国民保健温泉地にも指定されている。

## アクセス
- 肥薩おれんじ鉄道線水俣駅からみなくるバス（おれんじ色）に乗車し「湯の鶴」下車。
- 南九州自動車道水俣インターチェンジから9.5㎞。